# بارنی استینسون
بارنی استینسون یکی از شخصیت‌های اصلی سریال آشنایی با مادر است که خالق آن کارتر بیز و کریگ توماس هستند. این سریال در شبکه CBS نمایش داده می‌شود و نقش بارنی را نیل پاتریک هریس اجرا می‌کند.او جزء ۵ شخصیت اصلی است.

## نقش در سریال
بارنی یکی از محبوب‌ترین شخصیت‌های فیلم است. او یک دخترباز است که به خاطر عشقش به کت و شلوارهای گران قیمت، لیزرتگ و ویسکی اسکاتلندی معروف است.او بر خلاف تد موزبی، علاقه بسیاری به رابطه جنسی با زن‌های مختلف دارد. این شخصیت از نمایشنامه‌های زیادی در کتاب «Playbook» خود برای کمک به رسیدن به هدف خود یعنی رابطه جنسی با زنان استفاده می‌کند. او همواره می‌خواهد خود را بی‌نقص و به قول خود «افسانه‌ای (legendary)» نشان دهد. وقتی تد موزبی (بهترین دوست او) با رابین شرباتسکی وارد رابطه می‌شود و مارشال اریکسون (دیگر دوستش) با لیلی آلدرین نامزد و سپس ازدواج می‌کند و حتی برادر سیاه پوستش با یک هم‌جنس‌گرا ازدواج می‌کند، بارنی تبدیل به تنها شخصیت مجرد سریال می‌شود. به همین دلیل او در هر موقعیتی تد را از ازدواج منع می‌کند و در عوض او را به زن بارگی تشویق می‌کند.
همچنین او در طول سریال بعد جدا شدن رابین و تد به رابین شرباتسکی علاقه مند میشود و با او ازدواج می‌کند ولی در نهایت از او جدا می‌شود.
بارنی برای اولین بار واژه Brocode را در سریال خلق میکند که به قوانینی که بین ۲ دوست مذکر هستند گفته میشود (این واژه همچنان در میان مردم عام استفاده میشود) همچنین جمله It's going to be legen..wait for it...Dary Legendary از جمله های بسیار معروف بارنی میباشد که بارها در طول سریال استفاده میشود.

## شخصیت
هریس بارنی را این گونه توصیف می‌کند: «او کسی است که دوست دارد موقعیت‌های دیوانه واری را خلق کند و سپس یک گوشه نشسته و آن را تماشا کند و بخندد .» او در اوایل سی سالگی است و همیشه کت و شلوار می‌پوشد و به رابطه با زنان متعدد علاقه زیادی دارد و تقریباً در همه قسمت‌ها در حال دادن پیشنهادهای فریب کارانه به دختران است. (تقریباً بیش از ۲۵۰ دختر و زن) او بسیار فرصت طلب و در عین حال چیره‌دست است و چنان کارها را پیش می‌برد تا به هدف خود برسد. او همچنین بسیار رقابت جو است و همواره دیگران را به مبارزه می‌طلبد و با انجام کارهای عجیب و غریب، سعی در اثبات خود و توانایی‌هایش دارد. او مغرور و سمج است و بر حرف خود پافشاری می‌کند تا آن را به مرحلهٔ اجرا برساند. اگر چه در ابتدا او خالی از اخلاقیات به نظر می‌رسد، اما او به قانون رفاقت پای‌بند است. با وجود شخصیت مشکوک او، کریگ توماس، خالق این کاراکتر، او را یک شخص دوست داشتنی و بسیار شکننده می‌داند که از تنها بودن می‌ترسد. او فقط دوست دارد دیگران او را دوست داشته باشند و برای آنها مهم باشد. او به دنبال شاگردی است که همیشه حرف‌هایش را گوش کنند.
بارنی مانند خود هریس یک شعبده باز است. تردستی محبوب او که با جرقه و آتش است، همیشه تنفر دوستانش را به همراه دارد، چون از آن برای بلندکردن دخترها استفاده می‌کند. روش اصلی او در رابطه با دختران، این است که برایشان داستانهای استادانه و کاملاً تخیلی را (البته با یک نام دیگر) تعریف و آنها را شیفتهٔ خود می‌کند. او توانایی بالایی هم در قمار بازی دارد (مخصوصا با دوستان چینی‌اش). او توانایی‌های فراجنسی دارد و از آرایش و مانیکور لذت می‌برد.